# Linia kolejowa 101 Püspökladány – Biharkeresztes
Linia kolejowa Püspökladány – Biharkeresztes – linia kolejowa na Węgrzech. Jest to linia jednotorowa, w całości niezelektryfikowana. Łączy Püspökladány z Biharkeresztes i dalej z Rumunią.

## Historia
Linia została otwarta w 1858 roku.